# تثبيت الكربون

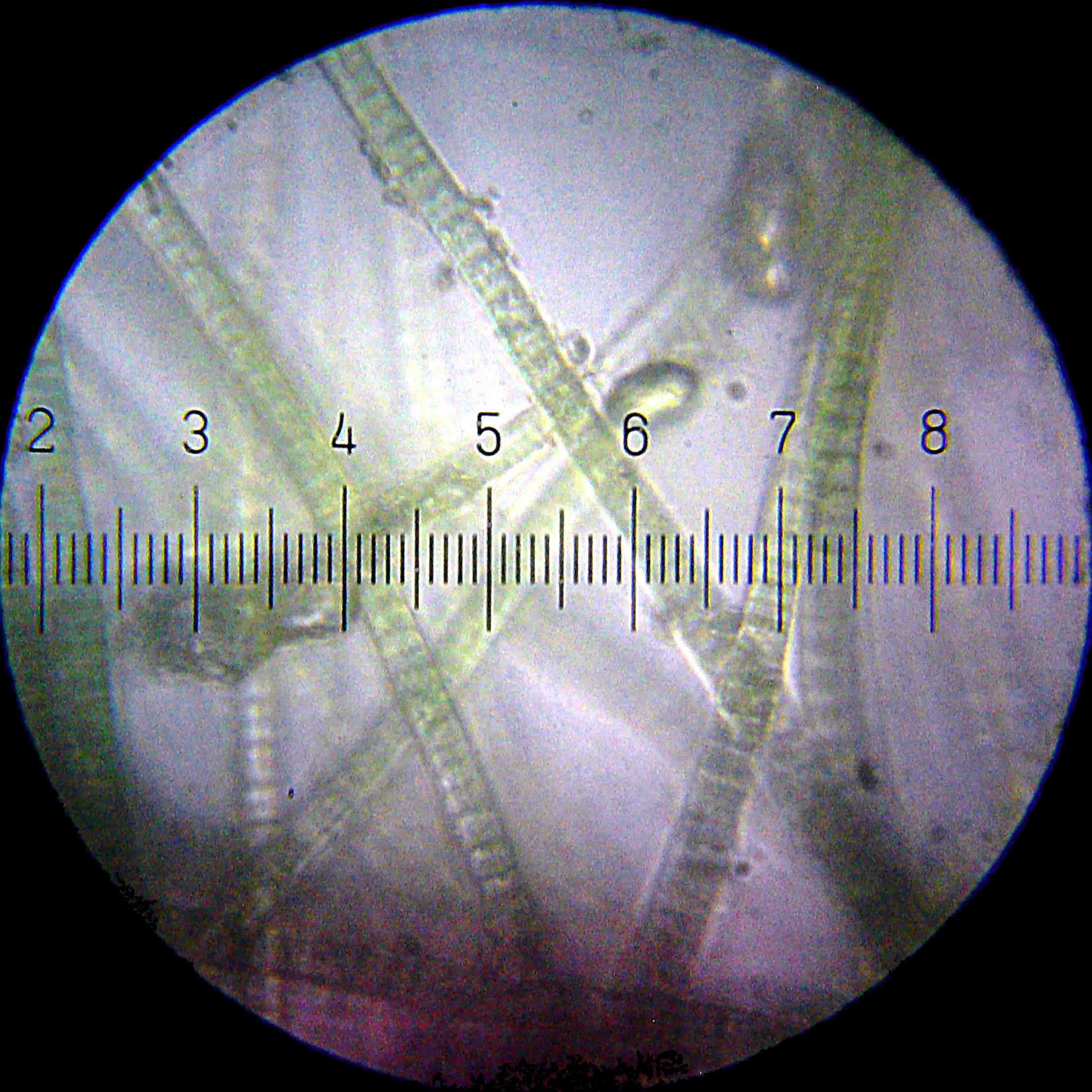

تثبيت الكربون أو استيعاب الكربون عملية تؤدي إلى تحويل الكربون المعدني (من ثنائي أكسيد الكربون في هذه الحالة) إلى مركبات عضوية بواسطة كائنات حية. المثال الأكثر أهمية وحدوثا على هذه العملية هو عملية البناء الضوئي لدى النباتات. هناك أيضًا عملية التمثيل الكيميائي لدى بعض الكائنات الحية مثل المتقلبات.